# Urias Boerleider
Urias Boerleider (Paramaribo, 19 juni 1971) is een in Suriname geboren Nederlands acteur, theaterregisseur en dramadocent. Hij speelde in diverse films en series, waaronder Laatste rit, Dokters en SpangaS.

## Levensloop
Boerleider maakte in 2003 zijn acteerdebuut in de korte film 6'54. Twee jaar later, in oktober 2005, maakte Boerleider zijn debuut als televisieacteur in de Talpa-serie Parels & Zwijnen, waarin hij de rol van Reggie vertolkte. In de jaren die volgde was Boerleider te zien in meerdere televisieseries, waaronder Goede tijden, slechte tijden, Beatrix, Oranje onder vuur en Moordvrouw.
In het voorjaar van 2013 was Boerleider te zien in het tweede seizoen van de Net5-serie Dokters, waarin hij de hoofdrol van dokter Orlando Boogaard vertolkte. Datzelfde jaar maakte Boerleider zijn debuut op het grote scherm, toen hij de rol van agent vertolkte in de bioscoopfilm Chez Nous. Hierna was Boerleider in meerdere films te zien, zoals Singel 39 en Laatste rit.
Van oktober 2019 tot en met mei 2020 vertolkte Boerleider de rol van Orlando Duurfort in de KRO-NCRV serie SpangaS.
Naast film en televisie is Boerleider actief als theateracteur, hij speelde onder andere mee in de voorstellingen IBUKA, Het perron en Goeroe. In 2018 studeerde Boerleider af aan de Toneelacademie Maastricht als theaterregisseur en dramadocent, hij deed dit met de door hem geregisseerde voorstelling Een ander land.

## Filmografie

### Film
- 2003: 6'54
- 2013: Chez Nous, als agent
- 2019: Singel 39, als Ray
- 2020: Laatste rit, als medewerker hospice
- 2022: Samen, als Kevin de Jager

### Televisie
- 2005: Parels & Zwijnen, als Reggie
- 2011: Goede tijden, slechte tijden, als dokter Zwart
- 2011: Seinpost Den Haag, als verkeersregelaar
- 2012: Beatrix, Oranje onder vuur, als Jim
- 2013: Moordvrouw, als politieagent
- 2013: Dokters, als Dr. Orlando Boogaard
- 2014: Danni Lowinski, als Harm Feys
- 2015: Amsterdam voor elkaar, als Delano
- 2017: Flikken Maastricht, als Peter Alderliesten
- 2018: Lois, als patholoog-anatoom
- 2018: Edward's Miraculous Bookstore, als Eduard
- 2019-2020: SpangaS, als Orlando Duurfort
- 2020: Binnenskamers, als Patrick
- 2020: Mees Kees, als vader van Winston